# Promachus tewfikis
Promachus tewfikis är en tvåvingeart som beskrevs av Efflatoun 1929. Promachus tewfikis ingår i släktet Promachus och familjen rovflugor.
Artens utbredningsområde är Sudan. Inga underarter finns listade i Catalogue of Life.